# Litaniae de venerabili altaris sacramento
Litaniae de venerabili altaris sacramento (in Es majeur), KV 243 is een litanie geschreven door Wolfgang Amadeus Mozart. 
Mozart schreef dit werk in Salzburg in 1776. In die tijd werd hem bij het schrijven van stukken dwang opgelegd door de aartsbisschop Graaf Hieronymus Colloredo, die Mozarts talent voor het schrijven van kerkmuziek nou niet bepaald waardeerde. Indertijd had hij weinig mogelijkheden om werkelijk vrij te zijn in het schrijven en deze litanie is een van de buitenkansjes die Mozart kreeg. Dit resulteerde in een litanie die de oudere strikte stijl aanhield van schrijven, maar daarnaast werd gecombineerd met elementen uit de voorliefde van Mozart voor de opera.

## Opbouw
1. Kyrie eleison
2. Panis vivus
3. Verbum caro factum
4. Hostia sancta
5. Tremendum
6. Dulcissimum convivium
7. Viaticum
8. Pignus futurae gloriae
9. Agnus Dei